# Capítulo 4, Versículo 3
"Capítulo 4, Versículo 3" é uma canção de rap do grupo Racionais MC's, lançada no álbum Sobrevivendo no Inferno, de 1997. Sendo a terceira faixa do álbum.
Escrita por Edi Rock, Ice Blue e Mano Brown, a canção se inicia com dados estatísticos sobre discriminação, racismo e violência cotidiana da região periférica de São Paulo, e do Brasil, nos anos 1990.  Basicamente relacionando as temáticas de: periferias urbanas, relações de conflitos, teologia cristã, relações raciais e expressões políticas.
A música possui 8:03 de duração. Após a introdução, a música avança para um ritmo sombrio e continua no teclado, o eu-lirico (interpretado por Mano Brown) se apresenta como alguém que está ressuscitando a fúria negra. Por fim, a música assume um caráter de diálogo que perpassa várias situações de violências, drogas, libertinagem, e religiosidade no contexto urbano da periferia. A música faz várias referências, i.e. aspectos estético-discursivos, sobre à religiosidade cristã como os expressos no refrão 'Aleluia' (através do sample de "Pearls", da banda Sade) e pelo modo como o eu-lírico encerra a música, em referência à Bíblia Cristã (Racionais Capítulo 4, Versículo 3).
Em 2024, a Escola de Samba Vai-Vai fez um desfile com um enredo baseado nessa canção e nos 40 anos do Rap no Brasil.

## Samples
A canção usa como samples principais "Slippin' Into Darkness" (da banda War), "Sneakin' In The Back" (de Tom Scott & LA Express) e "Pearls" (da banda Inglesa Sade) para o refrão, do álbum Love Deluxe.

## Créditos
- Vozes Extras - Primo Preto, Xis e Nill
- Rap - Mano Brown, Edi Rock e Ice Blue
- KL Jay - Samples, Teclados e Scratchs
- Coro - Mariana Ferri
- Programação de Bateria - Alexandre Nunez